# Улица Дешина
Улица Дешина (укр. Вулиця Дешина/Дьошина) — улица в Новозаводском районе города Чернигова, исторически сложившаяся местность (район) Заречный. Пролегает от улицы Мурахтова до улицы Павловская. Часть улицы относится к сёлам Киенка и Трисвятская Слобода Черниговского района. 
Примыкают улицы Заречная, 2-й Заречный переулок, Запрудная (Трисвятская Слобода).

## История
Улица была проложена в начале 1970-е годы в посёлке Заречный Новозаводского района от Михайло-Коцюбинского шоссе в южном направлении до поля. Была застроена индивидуальными домами.
15 августа 1973 года новая улица получила современное название — в честь Героя Советского Союза Андрея Ивановича Дешина, согласно Решению исполнительного комитета Черниговского городского совета народных депутатов № 567.

## Застройка
Парная и непарная стороны улицы заняты усадебной и малоэтажной жилой (2-этажные дома) застройкой. Улица пролегает на восток с уклоном на юг параллельно автодороге «Р-56», затем делает поворот в юго-западном направлении. В границах города Чернигова длина улицы составляет 0,43 км, вне города — 0,3 км. После примыкания 2-го Заречного переулка улица пересекает границу города Чернигова и далее расположена в Черниговском районе, где служит границей между сёлами Киенка и Трисвятская Слобода — застройка относится к данным населённым пунктам. 
Учреждения: нет. 